# Rio Obim
Rio Obim är ett vattendrag i Brasilien.   Det ligger i delstaten Paraíba, i den östra delen av landet, 1 700 km nordost om huvudstaden Brasília.
Runt Rio Obim är det i huvudsak tätbebyggt. Runt Rio Obim är det mycket tätbefolkat, med 2 521 invånare per kvadratkilometer.